# Aspsälgfly
Aspsälgfly (Orthosia populeti) är en fjärilsart som beskrevs av Johan Christian Fabricius 1781 utifrån ett specimen från Norge. Aspsälgfly ingår i släktet Orthosia och familjen nattflyn. Arten delas inte upp i några underarter.

## Utseende
Aspsälgfly har grå till gråbruna täckvingar med en stor ljuskantad oval och en ännu större ljuskantad njurformad fläck. Ofta syns ett diffust brett mörkt band på tvären mitt på vingen. Längre ut på vingen har den även en ljus tunn tvärgående linje, ofta med mörka fransiga fläckar på insidan. Den har ett vingspann på 34–40 mm. Hanen har kraftiga antenner som är kamtandade. Aspsälgfly kan vara svår att särskilja från föränderligt sälgfly.

## Utbredning
Aspsälgfly förekommer i Västpalearktis, över stora delar av Europa, Skandinavien och vidare in i Europeiska Ryssland. I Sverige förekommer den i södra Sverige upp till ungefär södra Dalarna och vidare norrut utmed Östersjökusten.

## Ekologi
Arten lever i skog- och jordbrukslandskap. Den är växtätare och som imago lever den av blomrelaterade delar, främst nektar och pollen, av sälg och blomväxter (Angiospermae), medan larverna lever av icke vedartade växtdelar från asp, ek, lönn, och poppel.

## Bildgalleri

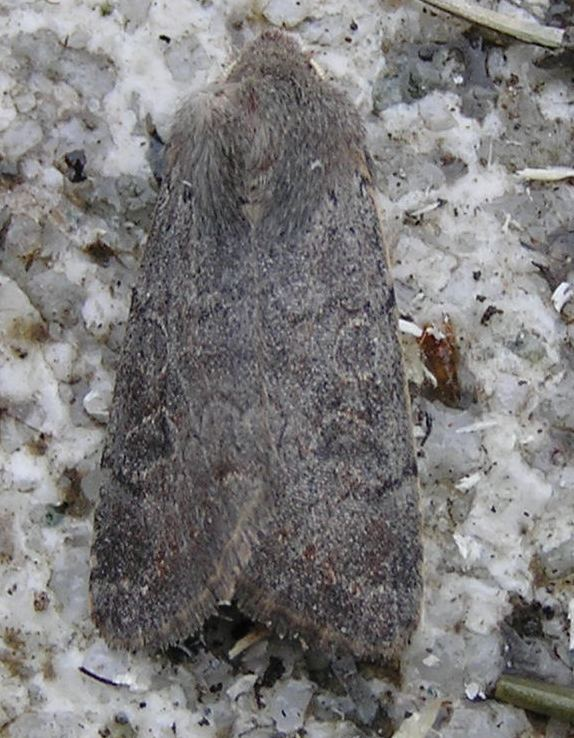
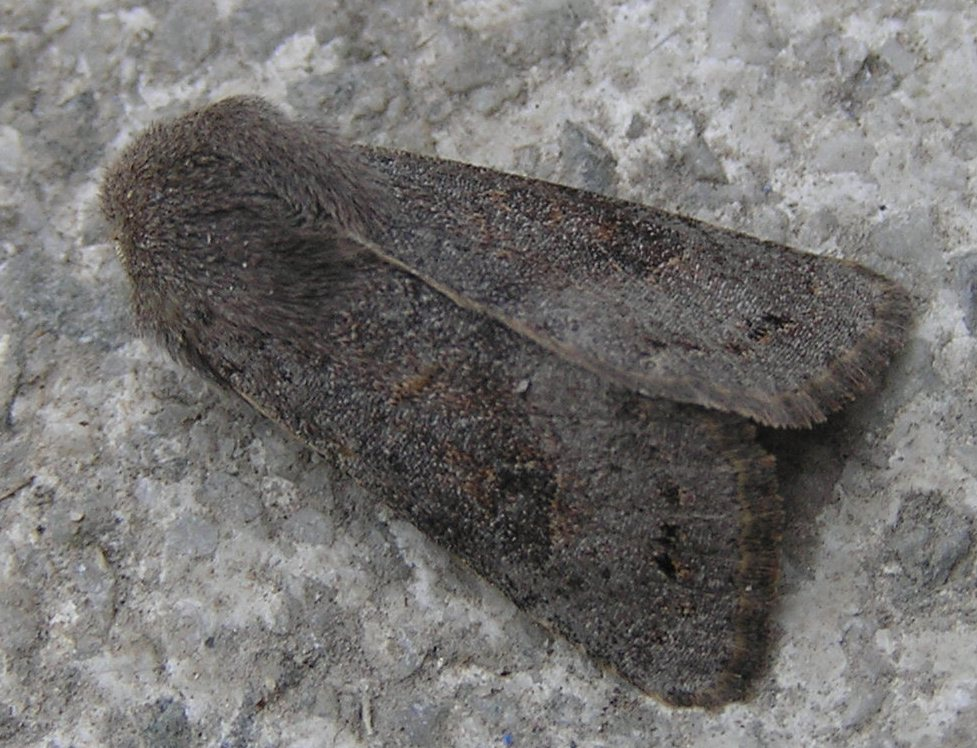